# الجسر (قصة قصيرة)
الجسر (بالألمانية: Die Brücke) قصة قصيرة ألمانية من تأليف الكاتب التشيكي فرانز كافكا، كتبها في يناير/فبراير من عام 1917، ونشرت للمرة الأولى في 1931 في برلين بعد وفاة كافكا ضمن مجموعة قصص قصيرة من تأليفه «سور الصين العظيم» (Beim Bau der Chinesischen Mauer) قام بتجميعها صديقه ماكس برود، وبعد عامين في 1933 ظهرت الترجمة الإنجليزية الأولى في لندن.
أحداث القصة تسرد من وجهة نظر المتكلم، وفيها يناقش الجسر كيف أنه يصل بين نهايتيه فوق الوادي، وعندما يقوم شخص أو شيء ما بالضغط على هيكله فإنه يبدأ بالانهيار.

## وصلات خارجية
| - الجسر، على ويكي مصدر الألمانية. - الجسر، على الفهرس العالمي. | - الجسر، على AbeBooks. - الجسر، على جود ريدز. |  |